# Зигхартскирхен
Зигхартскирхен (нем. Sieghartskirchen) — ярмарочная коммуна (нем. Marktgemeinde) в Австрии, в федеральной земле Нижняя Австрия. 
Входит в состав округа Тульн.  Население составляет 6866 человек (на 31 декабря 2005 года). Занимает площадь 61,59 км². Официальный код  —  32131.

## Политическая ситуация
Бургомистр коммуны — Йозеф Унглер (АНП) по результатам выборов 2005 года.
Совет представителей коммуны (нем. Gemeinderat) состоит из 29 мест.
- АНП занимает 16 мест.
- СДПА занимает 12 мест.
- Зелёные занимают 1 место.